# Plecia micans
Plecia micans är en tvåvingeart som beskrevs av Hardy 1942. Plecia micans ingår i släktet Plecia och familjen hårmyggor.
Artens utbredningsområde är Ecuador. Inga underarter finns listade i Catalogue of Life.